# Maison du Pilier aux Clefs
La maison du Pilier aux Clefs est un monument situé dans la commune française du Mans dans le département de la Sarthe et la région Pays de la Loire.

## Historique

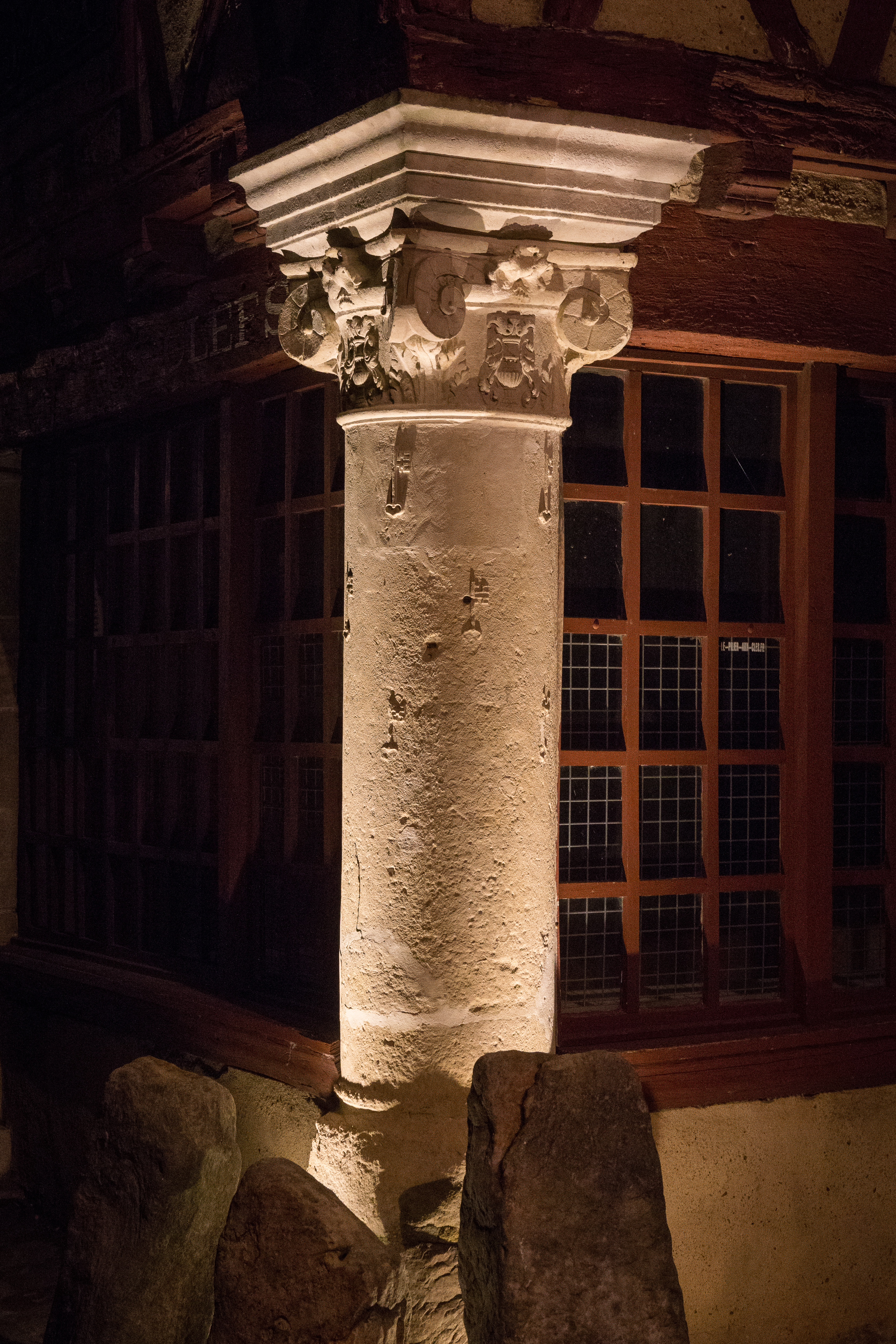
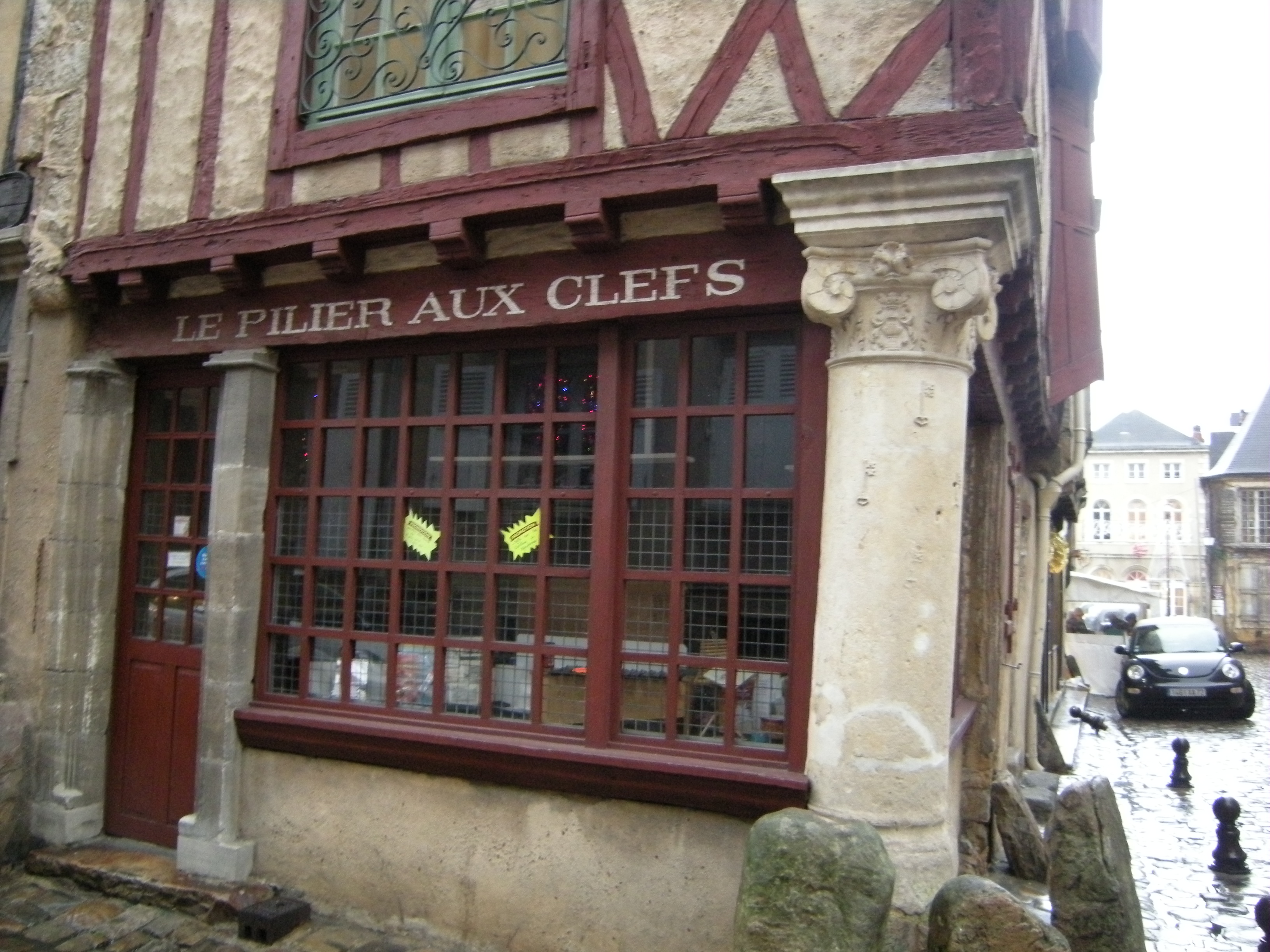
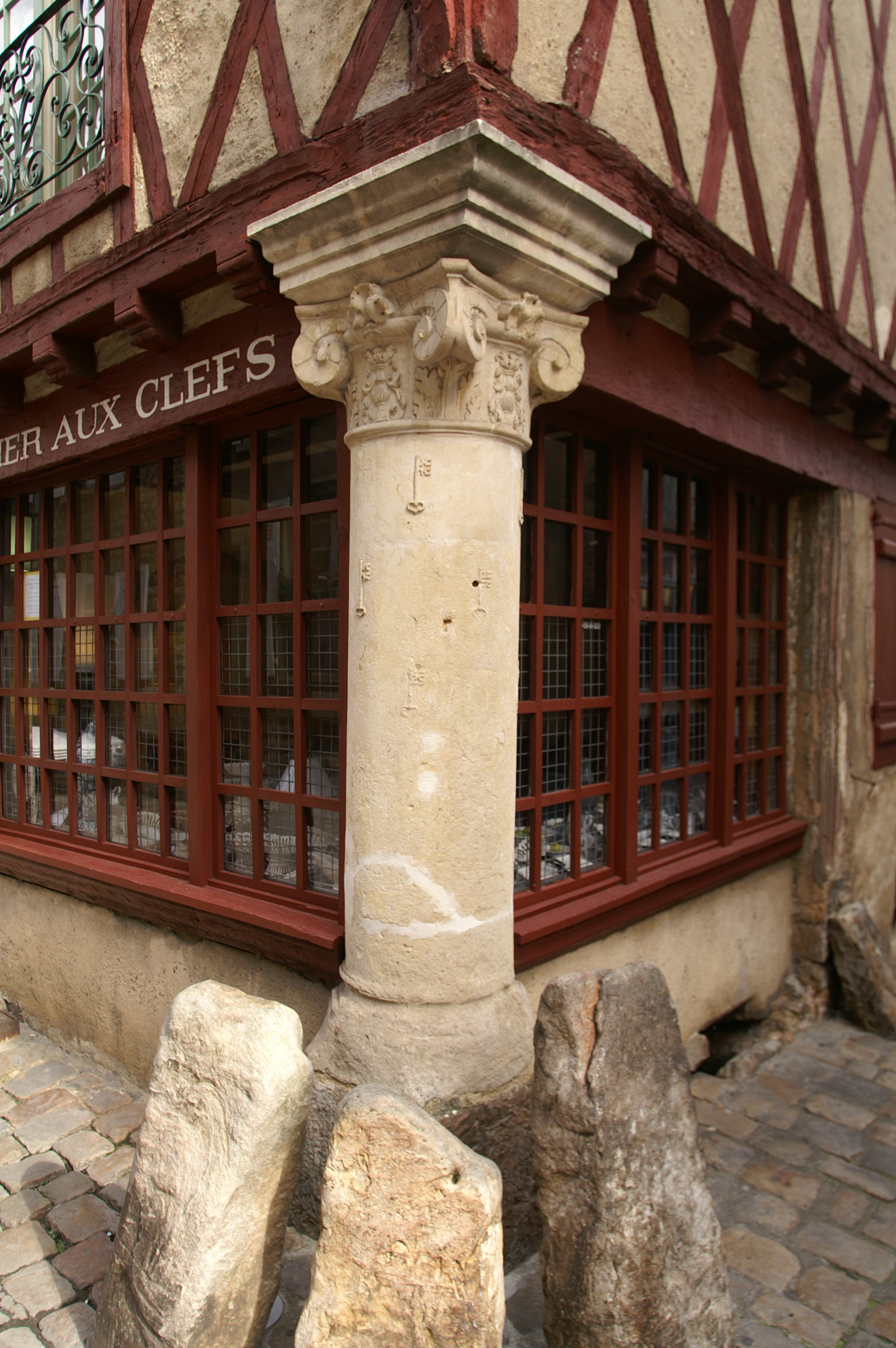

Les façades sur rue et la toiture sont inscrites au titre des monuments historiques par arrêté du 13 mars 1945.